# Mary Ford
Mary Ford, nacida Iris Colleen Summers (El monte, California, 7 de julio de 1924–Arcadia, California, 30 de septiembre de 1977)  fue una guitarrista y vocalista estadounidense, que formaba la mitad del Dúo musical Les Paul y Mary Ford siendo la otra mitad su marido, el famoso guitarrista Les Paul (Lester William Polsfuss). Entre 1950 y 1954, la pareja cosechó 16 éxitos entre los diez primeros, entre ellos "How High the Moon" y "Vaya con Dios", que fueron números uno en las listas Billboard. Sólo en 1951 vendieron seis millones de discos. Con Paul, Ford se convirtieron en los primeros en practicar con la música multipista.

## Biografía
Nacida como Iris Colleen Summers, Mary Ford nació en El Monte, California, segunda hija de Marshall McKinley Summers (nacido el 13 de febrero de 1896 en Ridgway, Illinois; fallecido el 5 de agosto de 1981 en Los Ángeles), ministro nazareno, que más tarde se convirtió en contratista de pintura,y su esposa, Dorothy May White Summers. Mary Ford era hermana de Byron Fletcher Summers, Esther E. Williams, Carol Jean Corona, Bruce Summers, Eva Wootten y Bob Summers. Ford procedía de una familia de músicos. Sus padres salieron de Missouri y viajaron por todo el país cantando música gospel y predicando en reuniones de avivamiento por todo Estados Unidos. Finalmente se establecieron en el sur de California, donde se les escuchaba en KPPC-AM, la primera emisora de radio cristiana de Pasadena. Sus hermanos y hermanas eran músicos.
Cuando aún era una estudiante de secundaria, Colleen Summers y Mildred L. "Milly" Watson (más tarde Millie Pace) (nacida el 26 de febrero de 1922 en Los Ángeles y fallecida el 2 de agosto de 1976 en Orange County, California), una chica de la localidad, actuaron juntas en iglesias de Pasadena, California, y más tarde realizaron grabaciones de gospel con el hermano mayor de Milly, Marvin, para las que ella escribió algunas canciones. En 1939, Summers y Milly ganaron un concurso de talentos de Pasadena en el que participaron "varias personalidades de Hollywood, entre ellas una jovencísima Judy Garland"[8]. Con la esperanza de hacer carrera musical, Summers y Milly Watson perdieron interés por la escuela, faltaron a clase con frecuencia y, finalmente, abandonaron los estudios para encontrar trabajo como acomodadores en un cine

## Trayectoria
Ford originalmente se dedicaba a interpretar música country con Gene Autry y Jimmy Wakely, y se volvió una de las primeras artistas en utilizar la técnica de grabación multipista, inventada por Les Paul, un método de grabación de audio que permite grabar cada componente de sonido a través de un canal propio, utilizando para cada instrumento la ecualización deseada y luego unir todos los instrumentos para conformar un todo. Mary Ford, Patti Page y Jane Turzy se destacaban como cantantes que grababan con esta técnica a comienzos de los años '50.
Ford y Paul comenzaron a trabajar juntos en 1946 y tres años más tarde, en 1949, se casaron. A pesar del estilo original de Ford, la pareja se desenvolvía como dúo de jazz. Su mayor éxito fue "How high the moon". El matrimonio llegó a conducir su propio programa de televisión, "The Les Paul and Mary Ford at Home Show". Pero 15 años después, en 1964, se separaron como dúo musical y como cónyuges. Extrañamente, Ford dejó de cantar y se retiró de la actividad.
Varios años más tarde, en 1977, Mary Ford murió debido a complicaciones con su diabetes en Arcadia, California, a la edad de 53 años. Ha habido variadas especulaciones sobre la fecha de nacimiento. Algunos sostenían que Ford nació en 1925 o en 1928. Sin embargo, 1924 es el año que figura en su lápida.

## Premios y distinciones
Ford y Paul recibieron una estrella en el Paseo de la Fama de Hollywood por sus grabaciones en el 1541 de Vine Street, en Hollywood. En 1978 ingresaron en el Salón de la Fama de los Grammy.

## Muerte
Ford sucumbió a complicaciones derivadas del abuso del alcohol en 1977. Tras ocho semanas en coma diabético, murió en Arcadia, California, a la edad de 53 años. Está enterrada en Forest Lawn-Covina Hills en Covina, California. Aunque su año de nacimiento se ha señalado como 1924, 1925 o 1928, en su lápida está grabado el año 1924, junto con "Vaya con Dios", el nombre de una de sus canciones más populares.